# Marsouin de Dall
Phocoenoides dalli
Pour les articles homonymes, voir Marsouin.
Genre
Espèce
Statut de conservation UICN

 LC  : Préoccupation mineure
Statut CITES
Le marsouin de Dall (Phocoenoides dalli) est le seul représentant du genre Phocoenoides. Il tient son nom du naturaliste américain William Healey Dall (1845-1927).
Le marsouin de Dall est présent dans les eaux froides du Pacifique nord le long des côtes comme en haute mer.
Ses caractéristiques principales sont les suivantes :
- L'adulte a une taille comprise entre 1,70 et 2,40 mètres et pèse entre 170 et 200 kg.
- Ce marsouin a le corps noir avec une zone blanche sur chaque flanc et parfois sur le bout des nageoires caudale et dorsale.
- Sa tête et ses nageoires pectorales sont relativement petites et ses deux mâchoires sont garnies de 23 à 28 paires de dent en haut et de 24 à 28 en bas.
- La nageoire est proéminente et en forme de crochet.
- Il nage rapidement (jusqu'à 55 km/h) et est hyperactif.
- Il s'approche volontiers des bateaux en particulier lorsqu'ils sont rapides pour chevaucher les lames du sillage.
- Il s'assemble en petits bancs qui se regroupent parfois en vastes troupes de milliers d'individus.
- Le panache d'écume a une forme en "queue de coq".
- Il se nourrit de poissons et de calmars, attrapant des sardines en surface et des poissons-lanternes à des niveaux plus bas.

L'espèce a attiré l'attention du monde entier, lorsqu'on découvrit en 1970 que des bateaux de pêche au saumon en tuaient des milliers en les capturant de manière accidentelle. Par ailleurs, ils sont pêchés industriellement au Japon, où l'on en consomme la viande.
On peut la subdiviser en deux sous-espèces, qui diffèrent pour l'essentiel par leur répartition géographique et la distribution de leur couleur :

La sous-espèce Phoconoeides dalli dalli (True, 1885) fréquente l'ensemble de la zone de répartition de l’espèce, de la côte californienne jusqu'à la mer du Japon, en comprenant la mer de Béring et la mer d'Okhotsk. La partie blanche ventrale ne s'étend chez cette sous-espèce qu'entre la partie arrière des nageoires pectorales et la queue,.

La sous-espèce Phoconoeides dalli truei (Andrews, 1911) hiverne sur les côtes du Japon septentrional et va chercher de la nourriture en été jusqu'à la mer d'Okhotsk. La partie blanche du ventre va de l’avant des ailerons jusqu'à la queue, avec une grande tache sur les flancs.

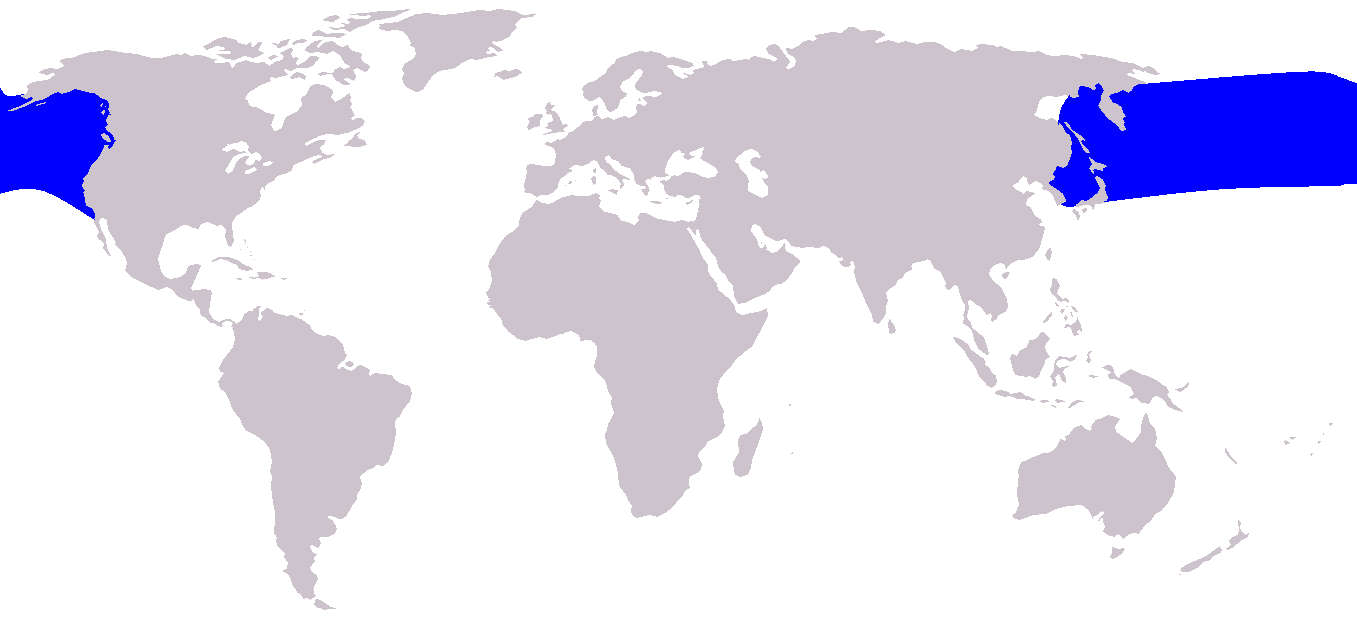
Répartition du marsouin de Dall